# お水の花道
『お水の花道』（おみずのはなみち）は、城戸口静原作、理花作画による漫画。本作を原作とする小説、テレビドラマ、コンピュータゲーム。

## 概要
講談社発行の女性向け漫画誌KISSにて、1997年から2002年まで連載された。単行本は全15巻。原作者自身の水商売での経験を活かして、六本木の高級クラブ「CLUB PARADISE」で働く元No.1で今では崖っぷちのホステス明菜を中心に、そこで働く人たちや客たちとの人間関係などを描いている。物語の伏線として、明菜と石崎社長との恋愛模様が描かれており、物語の後半につながっていく。
原作・城戸口静、作画・卯月八亮による続編「新・お水の花道−時をかけるチョウ」が、2012年8月より配信開始。続編では、六本木の「CLUB Dream」のNo.1キャバ嬢・詩音は、プライドの高くNo.1であることを鼻にかけているが、ある日突然、昭和のグランドキャバレーにタイムスリップし、キャバレーNo.1ホステスであり、詩音の祖母・千恵子に出会い、そこで成長していく物語。

## 登場人物
明菜（あきな）
主人公。28歳。六本木「クラブ PARADISE」の元No.1ホステス。愛想が良く機転の利くベテランホステス。若手のホステスへの嫉妬はありつつも、みんなから相談を受けてしまうママ的な存在。
石崎拓也（いしざき たくや）
六本木「クラブ PARADISE」のオーナー兼社長。偶然バーで飲んでいるときに明菜に出会う。明菜のホステスとしての器量を気に入っている。美奈代がまだ「クラブPARADISE」に在籍していたときに、明菜に会っている。
内場（うちば）
六本木「クラブ PARADISE」のベテランマネージャー。離婚歴があり、息子がひとりいる。ホステスからは軽く見られがちだが、石崎からの信頼は厚い。
五月（さつき）
六本木「クラブ PARADISE」のNo.1ホステス。入社3年目。23歳。明菜をライバル視しているが、機転の利く応対に一目置いている。
久美（くみ）
六本木「クラブ PARADISE」の後輩ホステス。まだまだ心許ないが、明るい笑顔で人気が高い。病弱な母親のためにPARADISEを辞めるが、母親から輝ける場所で働きなさいと言われアルバイトホステスとしてお店に戻ってくる。
さやか
六本木「クラブ PARADISE」のホステス。夫が亡くなり、幼い子どもをひとりで育てながら働いている。
綾（あや）
六本木「クラブ PARADISE」のホステス。本名は幸子。年齢を20歳と偽って働いている。金遣いの荒い父親のせいで苦労している。オーナーの厚意で、18歳になるまで厨房で働いた上で、ホステスとなる。
ちえみ
六本木「クラブ PARADISE」のホステス。客をついつい本気の恋をしてしまい、ふられてばかりいる。
千里（ちさと）
六本木「クラブ PARADISE」のホステス。25歳。他のキャストや客に迷惑をかけたまま、PARADISEを辞めてしまう。集めた資金でパブを開店させるが潰してしまい、PARADISEに戻ってくる。改めて人とのつながりの大切さを知り、お店をもつために働いている。
渚（なぎさ）
六本木「クラブ PARADISE」のアルバイトホステス。昼間は信金に勤めている。
弥生（やよい）
六本木「クラブ PARADISE」のホステス。お店では25歳といっているが、実際は明菜より2つ上。ヘルプに回ることが多くなり、自分らしく働ける六本木「ミニクラブ 道」に移る。
瑞希（みずき）
六本木「クラブ PARADISE」のホステス。「Lady's CLUB Again」のNo.1ホストで智の後輩の五郎に貢ぐために無理してしまい、自殺をはかる。
聖子（せいこ）
赤坂の元「クラブ 夜汽車」No.1。28歳。「クラブ夜汽車」再建のため奔走している。その一歩として「クラブ PARADISE」に入店した後、「小料理屋 夜汽車」を開店する。石崎の厚意により系列店として六本木に「クラブ 夜汽車」を開店。
ヨウコ
六本木「クラブ PARADISE」のホステス。老舗クラブの赤坂「クラブ 夜汽車」出身。脚本家を目指している。聖子がクラブを再開できた際には、そちらに移る。
弘恵（ひろえ）
六本木「クラブ PARADISE」のホステス。コギャル風。見かけによらず苦労人。結婚詐欺にあってから、仕事に向き合う姿勢の本気度が増す。
美奈代（みなよ）
赤坂「ミニクラブ ルビー」のママ。明菜が「クラブ PARADISE」に入店した頃、No.1だったホステス。ホステスのイロハを教わった。美奈代の亡夫が石崎の親友。病気療養のため、明菜に代理ママを依頼する。
美加（みか）・詩織（しおり）
赤坂「ミニクラブ ルビー」のホステス。永久指名制と相まって、美加派と詩織派にホステスが派閥争いをしている。明菜が代理ママとなり、営業システムの改定や明菜なりのホステスたちへの応対する内に、お店の雰囲気やホステスたちのモチベーションが変化してくる。
麻子（あさこ）
銀座「クラブ花園」のママ。かなり強引な手法をとるやり手。キャストに対する考え方に、明菜は反発をおぼえる。
松浦信子（まつうら のぶこ）
創作料理「Gallant Kakureyado」の女将。石崎の幼なじみ。「クラブPARADISE」のママ候補として入店し、明菜と対立する。
和香子（わかこ）
六本木「ミニクラブ 和香子」のオーナーママ。人情味があり、客からの信頼も厚い。
真理子（まりこ）
明菜の従姉妹。短大に通っている。明菜のお店で働いてみるが、現実の厳しさを知る。地元山形「スナック 夕ばり」でアルバイトしている。
リリー
六本木「Pretty Pink」の人気者。明菜の良き相談相手。
智（とも）
六本木「バーNEXT」のオーナー兼マスター。元新宿ホストクラブ「Lady's CLUB Again」No.1ホスト。明菜たちの行き付けのお店。明菜に恋しており、影ながら応援している。
ノブ
六本木「フロリスト 六本木」。明菜の友人で、六本木界隈の事情に通じている。六本木界隈の情報屋的に依頼することもある。
伊部（いべ）
社長。明菜と五月の指名争いで明菜を指名し、その後明菜に執心している。これまでの人生経験から、いろいろと明菜に助言してくれる。

## 漫画『新・お水の花道』
『お水の花道』の続編として、卯月八亮作画で『新・お水の花道−時をかけるチョウ』が、2012年8月から配信開始となる。
六本木の「CLUB Dream」のNo.1キャバ嬢・詩音は、プライドの高くNo.1であることを鼻にかけている。お客様が満足するお店からホステスが満足するお店になってしまったと、マネージャーは嘆いている。ある日突然、1969年にタイムスリップし、「グランドキャバレー ドリーム」のNo.1ホステスであり、詩音の祖母・千恵子（源氏名チャコ）に出会う。ドリームで働く中で、チャコから仕事の意味や守るべきルールなどを改めてしることになり、そこで成長していく物語り。

### 漫画『新・お水の花道』のストーリー
「CLUB Dream」のNo.1キャバ嬢・詩音は、プライドが高くNo.1であることを鼻にかけており、気に入らなければ指名客でもそっぽを向いてしまう。そんなある日、母の幸子から祖母が危篤だと電話がかかってきた夜に、珍しい蝶を捕まえようとすると見知らぬ場所に出てきてしまう。幼い女の子を背負っている女性に出会い、その女性の家で休ませてもらう。カレンダーやテレビ番組、女性の面影や部屋雰囲気からその女性が祖母の千恵子であり、幼い女の子は母幸子とわかる。自分が1969年にタイムスリップしたことを知る。
千恵子の家にしばらく居候することになり、そのかわりに千恵子の働くキャバレーで詩音も働くことになる。千恵子はチャコの名でお店に出ており、「グランドキャバレー ドリーム」のNo.1ホステスだった。詩音は、接客のシステムの違いに戸惑いながらも、お客が楽しんでもらえるように笑顔で応対することで、改めて接客の基本を感じ始める。そんな中、常連客の関とトラブルが発生し、千恵子から叱責されるが、詩音は千恵子の真意をくみ取り、トラブルを切り抜ける。そのことで、千恵子と詩音の絆が深まったところで、詩音は現在に戻ってくる。
現在に戻ってきた詩音は、浦島太郎状態ではなく、タイムスリップした翌晩の出勤時間となっていた。詩音は、「待ちんぼ姫」と陰口を叩かれている春奈に、千恵子からの教えを胸にフォローならいくらでもするから、頑張ろうと応援するようになる。

### 漫画『新・お水の花道』の登場人物
詩音（しおん）
主人公。本名は、福山詩音。23歳。六本木「CLUB Dream」のNo.1キャバ嬢。プライドが高く、No.1の自分がお客を選ぶという感じの接客態度。1969年にタイムスリップしてしまう。町中で偶然千恵子に遭遇し、千恵子の働くグランドキャバレーで働くことになる。
チャコ
六本木「グランドキャバレー ドリーム」のNo.1ホステス。本名は、千恵子。詩音の祖母。詩音にホステスのイロハを教える。
関（せき）
ドリームの常連。チェコを贔屓にしている。
春奈
六本木「CLUB Dream」のキャバ嬢。「待ちんぼ姫」と陰口を叩かれている、今ひとつぱっとしない。

## 小説『お水の花道』
小説『お水の花道 28歳ガケップチ』は、漫画『お水の花道』をベースに、原作・城戸口静、ノベライズ丹後達臣として1999年6月に講談社より刊行。

### 小説『お水の花道』の登場人物
渡瀬英夫（わたせ ひでお）
中井物産の創業者。現会長。「クラブPARADISE」の常連だったが、自身の病気などのために足が遠のいていた。会長付き職員とともに、約5年ぶりに来店する。明菜の姿を、今の自身の姿に重ねている。
岩国（いわくに）
ルミの馴染みの新藤といっしょに来店。明菜曰く、天の邪鬼なお客の典型。スコットや葉巻に造詣が深く、マネージャーを気に入る。漫画版『お水の花道』単行本8巻「指名36」に登場。

## 書誌情報

### 漫画
- 城戸口静（原作）・理花（漫画原作・作画） 『お水の花道』講談社〈KC Kiss〉、全15巻
  1. 1998年8月7日発行（1998年8月5日発売）、『Kiss』1997年No.12、1998年No.2、No.7 - No.9掲載作品、ISBN 978-4-06-325785-4
  2. 1998年12月18日発行（1998年12月16日発売）、『Kiss』1998年No.11 - 12、No.15、No.20掲載作品、『mini Carnival』1996年8月号掲載作品、ISBN 978-4-06-325806-6
  3. 1999年2月12日発行（1999年2月9日発売）、『Kiss』1998年No.21 - No.23、1999年No.1掲載作品、『mini Carnival』1996年11月号掲載作品、ISBN 978-4-06-325818-9
  4. 1999年3月11日発行（1999年3月9日発売）、『Kiss』1999年No.2 - No.5掲載作品、『mini Carnival』1997年2月号掲載作品、ISBN 978-4-06-325826-4
  5. 1999年8月9日発行（1999年8月6日発売）、『Kiss』1999年No.6、No.10 - No.13掲載作品、ISBN 978-4-06-325846-2
  6. 1999年11月12日発行（1999年11月10日発売）、『Kiss』1999年No.10、No.15 - No.18掲載作品、ISBN 978-4-06-325859-2
  7. 2000年4月13日発行（2000年4月11日発売）、『Kiss』1999年No.19、No.21 - 24、2000年No.2掲載作品、ISBN 978-4-06-325877-6
  8. 2000年8月5日発売、『Kiss』2000年No.3 - No.6、No.11 - 12掲載作品、ISBN 978-4-06-325897-4
  9. 2000年12月13日発行（2000年12月11日発売）、『Kiss』2000年No.13 - No.15、No.18 - 19掲載作品、ISBN 978-4-06-325916-2
  10. 2001年4月13日発行（2001年4月11日発売）、『Kiss』2000年No.20 - No.22、2001年No.1 - 2掲載作品、ISBN 978-4-06-325932-2
  11. 2001年7月13日発行（2001年7月11日発売）、『Kiss』2001年No.3 - No.5、No.8 - 9、ISBN 978-4-06-325942-1
  12. 2001年10月12日発行（2001年10月10日発売）、『Kiss』2001年No.10 - No.11、No.15 - 17掲載作品、ISBN 978-4-06-325956-8
  13. 2002年4月12日発行（2002年4月10日発売）、『Kiss』2001年No.12、No.18 - No.19、2002年No.1掲載作品、ISBN 978-4-06-325980-3
  14. 2002年7月12日発行（2002年7月10日発売）、『Kiss』2002年No.2 - No.4、No.7 - 8掲載作品、ISBN 978-4-06-325991-9
  15. 2002年10月11日発行（2002年10月9日発売）、『Kiss』2002年No.9 - No.11、No.14 - 15掲載作品、ISBN 978-4-06-340405-0

### その他
- 原作:城戸口静、著者（ノベライズ）:丹後達臣、『お水の花道 28歳ガケップチ』 講談社〈KC ブックス〉 、1999年6月17日発行、221頁、ISBN 978-4-06-330211-0

## テレビドラマ
2度にわたってテレビドラマ化され、フジテレビ系で放送された。
『お水の花道 女30歳ガケップチ』は、1999年1月6日から3月24日まで毎週水曜日22:00 - 22:54に、「水曜22時」枠で放送された。全12話。
『新･お水の花道』は、2001年4月10日から6月26日まで毎週火曜日21:00 - 21:54に、「火曜21時」枠で放送された。全12話。
第2作は第1作の数年後の設定となり、主人公の周囲の人物配置が大きく変わっている。また、第1作最終回のエピソードをそのまま引き継ぐと話のつじつまが合わなくなるため、第1作最終回に関わる全てのエピソードは、よおこの作品である漫画の中での架空の出来事だということになっている。そのため、第2作初回冒頭でこの話を店員に確認したときに大笑いで否定されているシーンなどが見られる。

### キャスト

#### 主要人物
※ 年齢は第1作時点のもの。☆は第1作のみの出演者。明菜、麻弥等は源氏名。
- 明菜〈30〉（本名：小林明菜） - 財前直見
- 石崎脩一〈35〉 - 上川隆也
- 五月〈23〉（本名：西園寺五月） - 一色紗英[4]
- 麻弥〈21〉（本名：田中麻弥） - 原沙知絵
- まゆみ〈24〉（本名：澤田真由美） - 井上晴美☆
- なみえ〈22〉 - 藤崎奈々子☆
- よおこ〈35〉（本名：三浦洋子） - 戸田恵子
- 清野マネージャー - 佐藤B作
- 加藤チーフ - 伊藤俊人
- 仁〈35〉 - 阿部寛[5]
- 中田 - 妻夫木聡☆
- 植田 - 岸田健作☆
- 松嶋誠二 - 藤村俊二☆

#### 新・お水の花道からのキャスト
- 二宮五郎 - 長嶋一茂
- 亜弓（本名：辻堂亜弓） - 真中瞳
- みずき - 伊東美咲
- ゆうか - 黒坂真美
- 菜々子 - 矢沢心
- りな - 角田智美
- さき - 高以亜希子
- あい - 大塚安里
- みほ - 高垣麗子
- 滝沢 - 永山毅

#### ゲスト

##### お水の花道
第2話
- 伊部社長（明菜と五月対決の審判者） - 西岡徳馬

第4話
- 斉藤 - 小松政夫

第5話
- 田中芳太郎（麻弥の兄） - 高橋克実

第6話
- 聖子（CLUB夜汽車のNo.1ホステス） - 横山めぐみ
- 静香（CLUB夜汽車のホステス） - 細木美和

第7話
- 永瀬（五月の恋人） - 木村剛
- 高之内（よおこのお客・恋人） - 白井晃

第8話
- 藤波脩吾郎（「花園」のオーナー） - 浜田晃（第9話、第10話）
- 島田一（よおこの元旦那） - 阿南健治

第9話
- 麻子ママ（花園のママ） - 沖直未（第10話）
- 小百合（花園の先輩ホステス） - 星遥子（第10話）

第11話
- 佐藤（なみえの同級生） - 細見大輔
- 松尾医師 - 升毅
- 津川医師（石崎の友人） ‐ 松重豊（第12話）

その他
- ネイルサロンの店員 - 坂下千里子
- 山田（明菜の客） - 大河内浩
- 元木行哉
- 清水部長（なみえの客） - エド山口

##### 新・お水の花道
第1話
- 権藤鉄男（「摩天楼」社長） - 小木茂光（第5話、第11話）
- 清水彰信（明菜のお客） - 平泉成
- 高島 - 二瓶鮫一（第2話、第6話）

第2話
- 野崎（亜弓のお客） - 乃木涼介
- 近藤（麻弥のお客） - 瀬戸陽一朗（第10話、第12話）

第3話
- 菜々子の母 - 大塚良重
- 石井（菜々子のお客） - 伊藤正之

第4話
- 富塚（明菜のお客） - 大杉漣

第6話
- 清野由紀恵（清野の妻） - 長野里美
- 清野タカシ（清野の息子） - 三觜要介

第7話
- 小島真理子（エステティシャン） - 木村多江
- エステティシャン - 宮地雅子

第9話
- 三島貴美子（女将） - 菊池麻衣子

第11話
- 鈴木一（麻弥のお見合い&結婚相手） - 沢村一樹（第12話）
- 鈴木静子（一の母） - 鷲尾真知子（第12話）

その他
- 安居剣一郎

### スタッフ
- 脚本 - 梅田みか
- 音楽 - 大島ミチル
- 音楽プロデューサー - 伊藤圭一
- 演出 - 平野眞、土方政人、都築淳一、藤田明二
- 主題歌
  - お水の花道 - SURFACE「なにしてんの」（マーキュリー・ミュージックエンタテイメント）
  - 新・お水の花道 - SURFACE「その先にあるもの」（キティMME）
- 挿入歌（お水の花道） - Little Baby「短いKissの長いストーリー」（ポニーキャニオン）
- オープニング（新・お水の花道） - Luv Tina「Naked Heart」（キティMME）
- 演出補 - 山下学美、岩田和行、八十島美也子
- 協力 - バスク、フジアール、ベイシス
- プロデューサー - 加藤正俊
- プロデュース補 - 森憲一、柳川由起子
- 制作 - フジテレビ、共同テレビ

### 受賞歴
- お水の花道 女30歳ガケップチ（1999年）
  - 第20回ザテレビジョンドラマアカデミー賞[7]
    - キャスティング賞

### 放送日程

#### お水の花道（1999年）
| 話数                                                       | 放送日        | サブタイトル                         | 演出     | 視聴率 |
| ---------------------------------------------------------- | ------------- | ------------------------------------ | -------- | ------ |
| 第1話                                                      | 1999年1月06日 | 仕事も恋もガケップチ！30才女の逆襲!! | 平野眞   | 18.6%  |
| 第2話                                                      | 1999年1月13日 | 新旧ナンバー1!! 炎の対決！           | 平野眞   | 15.8%  |
| 第3話                                                      | 1999年1月20日 | 盗む女!! 愛のお客さま争奪戦          | 土方政人 | 17.7%  |
| 第4話                                                      | 1999年1月27日 | クラブ初体験!! 恋する破滅男          | 平野眞   | 14.8%  |
| 第5話                                                      | 1999年2月03日 | この店の誰かが狙われてる!?           | 土方政人 | 13.8%  |
| 第6話                                                      | 1999年2月10日 | 華麗なる女の炎!! 明菜VS聖子          | 平野眞   | 15.0%  |
| 第7話                                                      | 1999年2月17日 | No.1五月燃え上がる禁断の恋           | 土方政人 | 12.2%  |
| 第8話                                                      | 1999年2月24日 | ホステス合コンの甘い香り…            | 平野眞   | 15.1%  |
| 第9話                                                      | 1999年3月03日 | 銀座編（1）新しい舞台への出発        | 平野眞   | 15.4%  |
| 第10話                                                     | 1999年3月10日 | 銀座編（2）新人の明菜ですっ！        | 都築淳一 | 14.9%  |
| 第11話                                                     | 1999年3月17日 | もう一度立ち上がれ！明菜!!           | 藤田明二 | 14.6%  |
| 最終話                                                     | 1999年3月24日 | 永遠の楽園！パラダイス!!             | 平野眞   | 16.8%  |
| 平均視聴率 15.4%（視聴率は関東地区・ビデオリサーチ社調べ） |               |                                      |          |        |

#### 新・お水の花道（2001年）
| 話数                                                       | 放送日        | サブタイトル                         | 演出     | 視聴率 |
| ---------------------------------------------------------- | ------------- | ------------------------------------ | -------- | ------ |
| 第1話                                                      | 2001年4月10日 | 32歳ガケップチ!! …これが女の生きる道 | 平野眞   | 20.5%  |
| 第2話                                                      | 2001年4月17日 | 燃える№1!! 女の意地                  | 平野眞   | 17.6%  |
| 第3話                                                      | 2001年4月24日 | コギャルホステス登場                 | 土方政人 | 16.5%  |
| 第4話                                                      | 2001年5月01日 | 明菜悲願の初デート！                 | 平野眞   | 15.3%  |
| 第5話                                                      | 2001年5月08日 | ホステス純愛一直線!!                 | 土方政人 | 14.2%  |
| 第6話                                                      | 2001年5月15日 | 明菜の新人特別指導!!                 | 平野眞   | 14.8%  |
| 第7話                                                      | 2001年5月22日 | 客に恋したホステス!!                 | 土方政人 | 14.0%  |
| 第8話                                                      | 2001年5月29日 | 元№1復活!!                           | 平野眞   | 14.0%  |
| 第9話                                                      | 2001年6月05日 | ホステス温泉大騒動!!                 | 土方政人 | 14.3%  |
| 第10話                                                     | 2001年6月12日 | ついに崩壊!! 女の友情                | 平野眞   | 14.2%  |
| 第11話                                                     | 2001年6月19日 | 愛する明菜のために!!                 | 土方政人 | 12.9%  |
| 最終話                                                     | 2001年6月26日 | 永遠のナンバー1                      | 平野眞   | 13.1%  |
| 平均視聴率 15.1%（視聴率は関東地区・ビデオリサーチ社調べ） |               |                                      |          |        |

### 補足
- ドラマの中で『ショムニ』の舞台である中堅商社「満帆商事株式会社」のライバル会社「順風商事株式会社」が登場する。
- ドラマ『スチュワーデス刑事』と『救急ハート治療室』に、明菜が登場する。両作品ともに明菜役の財前直見が主演で、財前が1人2役をこなしている。
- パート1の第8話でよおこが見ていた占い雑誌の著者「クリスティーヌ・ヒムカイ」は、同局系ドラマ「ショムニ」にて高橋由美子演じる「日向リエ」が占い師のバイトをするときの名前である。
- 明菜役の財前とよおこ役の戸田は2011年1月から3月まで日本テレビにて『美咲ナンバーワン!!』に出演しており、財前はクラブのママ役を演じていた。
- 明菜役の財前は石崎役の上川と2015年8月5日に日本テレビにて『花咲舞が黙ってない』（第2シリーズ）第5話で再び共演し、この時財前は上川演じる相馬健の元妻役を演じた。
- 大分地区では、第1作は大分放送（土曜13時に遅れネット）で、第2作はテレビ大分（キー局同時ネット）でそれぞれ放送された。

| フジテレビ系 水曜22時枠連続ドラマ        | フジテレビ系 水曜22時枠連続ドラマ                    | フジテレビ系 水曜22時枠連続ドラマ                    |
| 前番組                                   | 番組名                                               | 次番組                                               |
| ---------------------------------------- | ---------------------------------------------------- | ---------------------------------------------------- |
| 板橋マダムス （1998.10.14 ‐ 1998.12.16） | お水の花道 女30歳ガケップチ （1999.1.6 ‐ 1999.3.24） | セミダブル （1999.4.14 ‐ 1999.6.30）                 |
| フジテレビ系 火曜21時枠連続ドラマ        |                                                      |                                                      |
| 女子アナ。 （2001.1.9 - 2001.3.20）      | 新・お水の花道 （2001.4.10 - 2001.6.26）             | 救命病棟24時（第2シリーズ） （2001.7.3 - 2001.9.18） |

### テレビドラマ 派生商品

#### サウンドトラック
「お水の花道」オリジナルサウンドトラック
- リリース: 1999年2月24日
- 規格: CD
- レーベル: マーキュリー・ミュージックエンタテインメント

| #   | タイトル                                        | 作詞 | 作曲・編曲 |
| --- | ----------------------------------------------- | ---- | ---------- |
| 1.  | 「ナンバーワン～メインテーマ」                  |      |            |
| 2.  | 「マイボトル」                                  |      |            |
| 3.  | 「恋心」                                        |      |            |
| 4.  | 「フラワーマーチ」                              |      |            |
| 5.  | 「ダンディ」                                    |      |            |
| 6.  | 「ロッカールーム」                              |      |            |
| 7.  | 「ナンバーワン～パラダイス」                    |      |            |
| 8.  | 「3番テーブル」                                 |      |            |
| 9.  | 「ライバル」                                    |      |            |
| 10. | 「ナンバーワン～ピアノソロ」                    |      |            |
| 11. | 「悲劇のコメディ」                              |      |            |
| 12. | 「バードランドの子守歌～Lullaby Of Birdland～」 |      |            |
| 13. | 「ワンダフルレディ」                            |      |            |
| 14. | 「なにしてんの～ピアノソロ」                    |      |            |

「新・お水の花道」オリジナル・サウンドトラック
- リリース: 2001年5月30日
- 規格: CD
- レーベル: キティMME

| #         | タイトル                         | 作詞  | 作曲・編曲 | 時間 |
| --------- | -------------------------------- | ----- | ---------- | ---- |
| 1.        | 「ナンバーワン～メインテーマ」   |       |            | 2:24 |
| 2.        | 「愛の幸福」                     |       |            | 3:09 |
| 3.        | 「ヘルプミー」                   |       |            | 3:38 |
| 4.        | 「つかれたあ！」                 |       |            | 2:49 |
| 5.        | 「ときめき」                     |       |            | 3:03 |
| 6.        | 「ショック！ショック！」         |       |            | 3:03 |
| 7.        | 「ナンバーワン～パラダイス」     |       |            | 2:13 |
| 8.        | 「輝くほほ笑み」                 |       |            | 4:40 |
| 9.        | 「シニカルマン」                 |       |            | 3:07 |
| 10.       | 「ナンバーワン～ピアノソロ」     |       |            | 3:55 |
| 11.       | 「のっとり！？」                 |       |            | 2:55 |
| 12.       | 「その先にあるもの～ピアノソロ」 |       |            | 3:54 |
| 合計時間: | 合計時間:                        | 38:50 |            |      |

#### ビデオ
お水の花道 女30歳ガケップチ
- リリース: 1999年7月16日
- 規格: VHS
- レーベル: ポニーキャニオン
- 巻数: 全4巻

新・お水の花道
- リリース: 2001年9月19日
- 規格: VHS
- レーベル: ポニーキャニオン
- 巻数: 全4巻

## テレビゲーム
テレビドラマを元に家庭用ゲームソフト化されていてPS用のソフトがポニーキャニオンから2000年8月17日に発売されている。
ジャンルは育成シミュレーション。プレイヤーはPARADISEの新人店長になって店の経営を行いながら、コンパニオンの育成を行うというもの。